# SRF Forward
SRF Forward ist ein Erklärvideo- und Reportagenformat von Schweizer Radio und Fernsehen (SRF), das jeden zweiten Mittwoch auf Youtube, Instagram und der SRF Website erscheint. Das Format besteht seit Januar 2020.

## Konzept
SRF Forward berichtet über relevante gesellschaftspolitische Themen und richtet sich im Kern an eine Zielgruppe zwischen 24 und 30 Jahren. Ziel des Formats ist es, das Angebot des SRF für ein jüngeres Publikum auszubauen. SRF Forward ist eine Weiterentwicklung des Onlineformats Nouvo.

## Kritik
In einem Artikel des Tages-Anzeiger kritisiert der Journalist Andreas Tobler: “Auf dem Instagram-Kanal von SRF Forward, wo Erklärvideos fürs junge Publikum laufen, gibt es gar Videos, die bisher erst ein einziges Mal angeschaut wurden.”
Die Journalistin Jacqueline Büchi schreibt, ebenfalls im Tages-Anzeiger: “Mit kurzweiligen Online-Erklärformaten wie «SRF Forward» sind Ansätze erkennbar, die in die richtige Richtung zielen.”